# Edmond Mortimer (3e comte de March)
Pour les articles homonymes, voir Edmond Mortimer.
Edmond (III) Mortimer, né le 1er février 1352 à Llyswen (en) (pays de Galles) et mort le 27 décembre 1381 à Cork (Irlande), 3e comte de March et comte d'Ulster de jure uxoris, est un important baron anglais et un commandant militaire durant la guerre de Cent Ans.

## Biographie

### Jeunesse
Il est le fils de Roger (VI) Mortimer († 1360), 2e comte de March, et de Philippa Montagu, fille de William Montagu, 1er comte de Salisbury.
À la mort de son père, Edmond est placé sous la protection de William de Wykeham, évêque de Winchester, et de Richard FitzAlan, 3e (ou 10e) comte d'Arundel. Grâce à plusieurs arrangements, la plus grande partie de son héritage n'est pas contrôlée par le roi. Le reste est administré pour le roi par John Gour, l'ancien sénéchal du 2e comte de March.
Déjà puissant de par son lignage et ses possessions familiales, il est fiancé en 1358 à Philippa de Clarence, seul enfant de Lionel d'Anvers, deuxième dans la lignée dynastique des prétendants à la couronne, et de par ce fait porteur du titre de duc de Clarence. Le mariage a lieu en 1369 et, en raison de la mort du duc de Clarence l'année précédente, le couple hérite d'un patrimoine immense — le second du royaume après celui du duc de Lancastre —, et du titre de comte d'Ulster.
Ainsi, déjà influent dans les marches du Pays de Galles de par le patrimoine familial (des terres dans le Monmouthshire, Brecknockshire, Radnorshire, Shropshire, Herefordshire, et Montgomeryshire), la seigneurie de Denbigh.[Quoi ?]

### Politique
Edmond, jeune comte, devient maréchal d'Angleterre en 1369 et s'emploie à des activités diplomatiques. Représentant des pairs pour négocier avec les Communes le ravitaillement de Jean de Gand (son beau-frère), lieutenant spécial et capitaine général dans le royaume de France (12 juin 1373) qui mène une grande chevauchée de Calais à Bordeaux. En cette fin de règne d'Édouard III, il s'oppose au parti de la cour et émerge lors du Bon Parlement de 1376. Il se trouve donc opposé à Jean de Gand, le parti le plus influent en Angleterre mais du côté du Prince Noir, le plus populaire. Voici donc Peter de la Mare, son intendant, qui devient président du parlement (Speaker of the Commones), William de Wykeham, son ex-tuteur, conseiller et lui membre du conseil du roi.
Après la mort d'Édouard de Woodstock, le Bon Parlement est révoqué par Jean de Gand, Pierre de la Mare est emprisonné, et Edmond est sommé de faire l'inspection de Calais et de ses charges, faire la tournée des châteaux royaux ; devant cet exil il préfére renoncer à sa charge de Maréchal.

### Le règne de Richard II
Richard II, fils du Prince Noir, accède au trône en 1377 ; il est mineur, et Edmond, comte de March, devient un membre du Conseil royal de gouvernement (conseil de minorité). Il se heurte à Jean de Gand et accepte la lieutenance de l'Irlande (vice-roi) en 1379.
Dans ce cadre, il affermit l'autorité royale à l'est de l'Ulster, mais sans soumettre les O'Neil de l'Ouest. Appelé dans le Munster pour réprimer les chefs du Sud, Edmond meurt le 27 décembre 1381 à Cork, et est enterré à l'abbaye de Wigmore, dont il est un bienfaiteur, et où le rejoint sa femme Philippa.

## Mariage et descendance
Edmond et Philippa ont eu quatre enfants :
- Elisabeth, qui épouse Henry Percy, mais peut-être aussi Thomas de Camoys ;
- Roger (VII), qui succéde à son père comme 4e comte de March ;
- Edmond, qui joue un rôle important avec son beau-frère Hotspur dans le destin de Owain Glyndŵr ;
- Philippa, qui épouse en secondes noces Richard FitzAlan (4e comte d'Arundel), puis Jean de Saint-Jean.

### Sources
- (en) Cet article est partiellement ou en totalité issu de l’article de Wikipédia en anglais intitulé « Edmund Mortimer, 3rd Earl of March » (voir la liste des auteurs).
- George Holmes, « Mortimer, Edmund (III), third earl of March and earl of Ulster (1352–1381) », Oxford Dictionary of National Biography, Oxford University Press, septembre 2004; édition en ligne, janvier 2008. DOI 10.1093/ref:odnb/19342